# 东升街道 (泸州市)
东升街道，是中华人民共和国四川省泸州市纳溪区下辖的一个乡镇级行政单位。2019年12月，撤销棉花坡镇，将原棉花坡镇朝阳社区、竹林村、方水村、柑湾村所属行政区域划归东升街道管辖。

## 行政区划
东升街道下辖以下地区：
2019年12月调整后，东升街道辖皂角树社区、朝阳社区、大溪村、柿子村、九川村、大林村、竹林村、方水村、柑湾村所属行政区域。